# Miss Marple nei Caraibi (film)
Miss Marple nei Caraibi (A Caribbean Mystery) è un film per la televisione del 1983 diretto da Robert Michael Lewis. Basato sul romanzo giallo omonimo scritto da Agatha Christie nel 1939, è interpretato da Helen Hayes nella sua prima apparizione nel ruolo di Miss Marple.

## Trama
L'arzilla Miss Jane Marple, dopo una lunga convalescenza, viene mandata dall'affezionato nipote Raymond su un'isola caraibica per una breve vacanza. Qui la donna conosce il maggiore Palgrave, spesso evitato dagli altri ospiti dell'albergo per via delle noiose quanto pedisseque storie che è solito raccontare. Durante uno dei soliti racconti, ai quali Miss Marple finge di prestare attenzione per concentrarsi sul suo lavoro a maglia, il maggiore le rivela di essere in possesso della fotografia di un omicida rimasto impunito. Ma prima di poter mostrare il ritratto ad una Miss Marple ora attentissima, l'uomo alza lo sguardo sulla combriccola davanti a lui, e visibilmente alterato, si allontana bruscamente dopo aver borbottato delle frettolose scuse, lasciando Miss Marple dubbiosa e preoccupata. E quando l'uomo muore misteriosamente nel sonno il giorno successivo, a Miss Marple torna in mente lo strano avvenimento, e comprende che il maggiore aveva riconosciuto uno degli ospiti dell'albergo nella sua fotografia, che adesso sembra scomparsa dalla sua stanza. Con l'aiuto del burbero Mr. Rafiel, paralizzato e costretto su una sedia a rotelle, Miss Marple comincia ad indagare scoprendo che la morte del maggiore non è stata naturale, ma causata da una dose letale di un potente farmaco per abbassare la pressione.

## Produzione
Il film è il secondo di una serie di 8 pellicole televisive tratte da altrettanti romanzi di Agatha Christie e prodotte da Warner Bros. Television per la CBS. Miss Marple nei Caraibi è il primo dedicato al personaggio di Miss Marple, interpretata da Helen Hayes, che ritornerà nel ruolo dell'arzilla vecchietta investigatrice nel 1985 in Assassinio allo specchio, al fianco di Bette Davis. Gli 8 film sono: 
- È troppo facile (1982)
- Miss Marple nei Caraibi (1983)
- Cianuro a colazione (1983)
- Assassinio allo specchio
- Agatha Christie: 13 a tavola
- Agatha Christie: Caccia al delitto (1986)
- Agatha Christie: Delitto in tre atti (1986)
- L'uomo dall'abito marrone (1989).

## Distribuzione
Trasmesso negli Stati Uniti il 22 ottobre 1983 sulla rete CBS, in Italia il film è andato in onda per la prima volta la mattina del 15 agosto 1987 su Canale 5. Dal 2008, il film è disponibile in DVD distribuito da Malavasi Editore su licenza Warner Bros. Entertainment.